# Hugh Thornton
Hugh Thornton (* 28. Juni 1991 in Boise, Idaho) ist ein ehemaliger US-amerikanischer American-Football-Spieler auf der Position des Guards. Er stand insgesamt vier Saisons bei den Indianapolis Colts in der NFL unter Vertrag. 2019 spielte er für die Arizona Hotshots in der kurzlebigen Alliance of American Football (AAF).

## Frühe Jahre
Thornton ging in Oberlin, Ohio, auf die High School. Später ging er auf die University of Illinois, wo er zwischen 2009 und 2012 für das College-Football-Team spielte.

## NFL

### Indianapolis Colts
Beim NFL-Draft 2013 wurde Thornton in der dritten Runde an 86. Stelle von den Indianapolis Colts ausgewählt. Die Saison 2013 begann er als Backup auf der Position des Guard hinter Mike McGlynn und Donald Thomas. Nachdem sich Thomas bereits am zweiten Spieltag der Saison verletzt hatte, übernahm Thornton seine Position für den Rest der Saison. In seiner zweiten Saison stand Thornton zehn Spiele auf dem Platz, davon acht als Starter. 2015 wurde Thornton am 28. Dezember auf die Injured Reserve List gesetzt. 2016 konnte er auf Grund einer Verletzung kein einziges Spiel absolvieren.

### Atlanta Falcons
Am 21. März 2017 unterschrieb Thornton einen Vertrag bei den Atlanta Falcons. Am 9. Mai 2017 gab Thornton bekannt, dass er seine Karriere beenden wolle.

## AAF
2019 revidierte er seinen Rücktritt und unterschrieb einen Vertrag bei den Arizona Hotshots in der neugegründeten Alliance of American Football (AAF). Aus finanziellen Gründen wurde der Spielbetrieb in der Liga jedoch nach dem achten Spieltag eingestellt. Thornton kehrte daraufhin in die NFL zurück.

## Rückkehr in die NFL
Er unterzeichnete am 31. Juli 2019 einen Vertrag bei den Washington Redskins. Im Rahmen der Kaderverkleinerung auf 53 Spieler wurde er vor Saisonbeginn entlassen.

## Persönliches
Als Thornton zwölf Jahre alt war, wurden seine Mutter und seine Schwester von dem Exfreund seiner Mutter ermordet.